# Лонг, Ричард, 4-й виконт Лонг
Ричард Джерард Лонг, 4-й виконт Лонг (англ. Richard Gerard Long, 4th Viscount Long; 30 января 1929 — 13 июня 2017) — британский пэр и консервативный политик.

## Жизнь и карьера
Родился 30 января 1929 года в Лондоне. Второй сын Ричарда Лонга, 3-го виконта Лонга (1892—1967), и его жены Гвендолин Хейг-Кук (? — 1969).
Он получил образование в школе Харроу и служил в 1-м и 2-м батальонах Уилтширского полка с 1947 по 1949 год.
Его старший брат, Уолтер Реджинальд Бэзил, погиб в Греции в 1941 году во время Второй мировой войны, и Лонг унаследовал титул отца в 1967 году.
В 1974 году он занялся политикой в качестве организатора оппозиции, а затем с 1979 по 1997 год был лордом-председателем (старшим организатором правительства).
Лонг был назначен командором Ордена Британской империи на церемонии награждения в честь Нового года 1993 года.

## Браки и семья
Виконт Лонг много лет жил в поместье Стипл-Эштон, а затем в The Island, Ньюквей, Корнуолл, доме на скале, соединенном с материком частным подвесным мостом.
Он был женат трижды. 2 марта 1957 года он женился первым браком в церкви Святого Павла в Лондоне на Маргарет Фрэнсис Фрейзер (31 декабря 1928 — 1 февраля 2016), дочери Ниниана Баннатайна Фрейзера и Хелен Кэмпбелл. Супруги развелись в 1984 году. Дети от первого брака:
- Достопочтенная Сара Виктория Лонг (род. 14 августа 1958), в 1990 году она вышла замуж за Джорджа Гордона Высовского Клегга Литтлера, от брака с которым у неё было двое детей.
- Джеймс Ричард Лонг, 5-й виконт Лонг (род. 30 декабря 1960), преемник отца
- Достопочтенная Шарлотта Лонг (9 октября 1965 — 6 октября 1984), актриса, погибшая в автокатастрофе 6 октября 1984 года в возрасте 18 лет[4].

В апреле 1984 года в Дорсете он женился вторым браком на Кэтрин Патрисии Элизабет Майлз-Эде, дочери Чарльза Теренса Майлза-Эде, с которой развелся в 1990 году. 22 июня 1990 года в Хартфордшире он в третий раз женился на Хелен Миллар Райт Флеминг-Гиббонс. Последние два брака были бездетными.
Лорд Лонг скончался 13 июня 2017 года в возрасте 88 лет. Его похороны состоялись в церкви Святой Марии в Стипл-Эштоне 29 июня 2017 года. Его сын Джеймс унаследовал титул 5-го виконта Лонга.